# Petit-Réderching
Petit-Réderching település Franciaországban, Moselle megyében. Lakosainak száma 1416 fő (2022. január 1.). Petit-Réderching Bettviller, Enchenberg, Hottviller, Rohrbach-lès-Bitche és Siersthal községekkel határos.

## Népesség
A település népességének változása:
| Lakosok száma | 1258 | 1447 | 1525 | 1498 | 1505 | 1529 | 1488 | 1443 | 1426 | 1416 |
|               | 1968 | 1982 | 1990 | 2006 | 2013 | 2015 | 2017 | 2019 | 2020 | 2022 |